# Sarajana apfelbecki
Sarajana apfelbecki is een slakkensoort uit de familie van de Hydrobiidae. De wetenschappelijke naam van de soort is voor het eerst geldig gepubliceerd in 1888 door Brancsik.